# Zaid ibn ʿAlī
Zaid ibn ʿAlī ibn al-Husain (arabisch زيد بن علي بن الحسين, DMG Zaid ibn ʿAlī b. al-Ḥusain; † 740) war ein Urenkel von ʿAlī ibn Abī Tālib und Fatima bint Mohammed, der 739/40 in Kufa einen Aufstand gegen die Umayyaden anführte. Auf ihn wird die zaiditische Ausrichtung der Schia zurückgeführt. Die Zaiditen betrachten ihn als einen ihrer Imame.

## Leben
Zaid war Sohn von ʿAlī ibn Husain Zain al-ʿĀbidīn (gest. um 712/3) und einer Sklavin aus Sindh namens Dschaidā und wuchs in Medina auf. Sein 18 Jahre älterer Bruder Muhammad ibn ʿAlī al-Bāqir, der nach dem Tode des Vaters die Führung der Husainiden übernahm, übertrug ihm die Führung eines Rechtsstreits mit den Hasaniden um die Stiftungen (ṣadaqāt) von ʿAlī ibn Abī Tālib. Als sein Gegner trat hierbei ʿAbdallāh, der Enkel von Hasan ibn ʿAlī, auf, der diese Stiftungen in seiner Hand hatte. Als deutlich wurde, dass der umayyadische Gouverneur Chālid ibn ʿAbd al-Malik den Rechtsstreit ausnutzte, um die Aliden zu diskreditieren, gab Zaid sein Engagement in der Sache auf.
Im Jahre 739 begab sich Zaid nach Kufa und rief die Schiiten zur Rebellion gegen die Umayyaden auf. Zwar konnte er zunächst mehrere Tausend Schiiten hinter sich versammeln, doch fielen die meisten von ihm wieder ab, als sie sahen, dass er nur die Umayyaden bekämpfen wollte, jedoch nicht bereit war, sich von den beiden ersten Kalifen Abū Bakr und ʿUmar ibn al-Chattāb loszusagen. Auf die Auseinandersetzung Zaids mit den Schiiten von Kufa wird auch der Spottname Rāfida oder Rāfiditen für die imamitischen Schiiten zurückgeführt. Als er nämlich diese um Unterstützung beim Kampf gegen die Umayyaden bat, sollen sie ihm geantwortet haben: "Wenn du dich von den beiden (nämlich Abū Bakr und ʿUmar ibn al-Chattāb) lossagst, sonst lehnen wir Dich ab." Aufgrund dessen nannte Zaid diese Gruppe ar-Rāfiḍa ("die Ablehner" von arab. rafaḍa "ablehnen"), ein Spottname, der später an den Imamiten hängen blieb.
Zaids Aufstand gegen den Kalifen Hischām im Jahre 740 schlug aufgrund der geringen Unterstützung durch die kufischen Schiiten fehl; Zaid fiel in Kufa im Straßenkampf gegen die Truppen des Statthalters. Sein noch junger Sohn Yahyā floh nach Chorasan und suchte sich in der Gegend von Herat erneut zu erheben, fiel aber 743 im Kampf gegen die umayyadischen Regierungstruppen.

## Zaid-Verehrung
Zaiditische Autoren wie der Imam al-Murschid bi-Llāh Yahyā ibn al-Husain (gest. 1105) betonten die vorzüglichen Eigenschaften von Zaid ibn ʿAlī. Dazu zählten sie seine Kenntnis des Kalām, der arabischen Grammatik und der Koranwissenschaft, seine Beredsamkeit (faṣāḥa) und Enthaltsamkeit (zuhd) sowie seinen Mut (šaǧāʿa) und Kampfgeist (raġba fī l-ǧihād). Von dem Imamat Zaids meinten sie, dass es seinerzeit von allen Gruppen der Umma anerkannt worden sei, neben den Zaiditen auch von den Muʿtazila, den Murdschi'a und den Charidschiten. Lediglich die Rāfiditen hätten ihn abgelehnt.

## Zaid als angeblicher Rechtslehrer
Zaid wird auch als Gründer einer eigenen Rechtsschule (madhhab) betrachtet. Ibrāhīm ibn az-Zibriqān (gest. 799) stellte in seinem Namen ein Kompendium religiösen Rechtes zusammen, das als Musnad Zaid ibn ʿAlī bekannt geworden ist. Unter dem Titel Corpus Iuris di Zayd b. ʿAlī wurde es von E. Griffini 1919 in Milano zum ersten Mal veröffentlicht. Da dieses Werk jedoch die kufische und nicht die medinische Rechtstradition spiegelt, ist es unwahrscheinlich, dass Zaid großen Anteil an seiner Entstehung hatte. Ibrāhīm ibn az-Zibriqān gab für sein Werk den Kufenser Abū Chālid ʿAmr ibn Chālid al-Wāsiṭī als Gewährsmann an. Er hatte behauptet, dieses Werk bei fünf Besuchen in Medina von Zaid erhalten zu haben. Heute geht man allgemein davon aus, dass die im Musnad zusammengestellten Lehren Abū Chālids eigene Ansichten widerspiegeln.